# الکس پریچارد
الکس دیوید پریچارد (انگلیسی: Alex David Pritchard؛ زادهٔ ۳ مهٔ ۱۹۹۳) بازیکن فوتبال اهل انگلستان است.
از باشگاه‌هایی که در آن بازی کرده‌است می‌توان به تاتنهام هاتسپر، و پیتربورو یونایتد، سوئیندون تاون، برنتفورد، وست برومویچ آلبیون، نوریچ سیتی و هادرزفیلد تاون اشاره کرد.